# Seika Kuze
Seika Kuze (久世 星佳, Kuze Seika), née le 8 juillet 1965  à Ōta, un arrondissement de Tokyo, est une actrice japonaise.

## Filmographie

### Au cinéma
- 2012 : Shokuzai de Kiyoshi Kurosawa : la mère de Sae (film en deux parties obtenu par le remontage pour le cinéma de la mini-série du même nom)

### À la télévision
- 2012 : Shokuzai de Kiyoshi Kurosawa (série télévisée, épisode French Doll) : la mère de Sae